# Berghuizen (Oldenzaal)
Berghuizen is een voormalige buurtschap in Twente. Tegenwoordig is de buurtschap opgegaan in verschillende wijken van Oldenzaal in de provincie Overijssel.
Oorspronkelijk was Berghuizen een buurtschap binnen de richterambt Oldenzaal. Dit richterambt werd in 1811 gesplitst in de gemeenten Losser, Oldenzaal en Weerselo. De marken Beuningen, De Lutte en Berghuizen vormden daarbij de gemeente Losser.
Na de Tweede Wereldoorlog bestond er in Oldenzaal een groot tekort aan woningen. Reeds in 1952 werd daarom door het Oldenzaalse gemeentebestuur aan stedenbouwkundige Wieger Bruin de opdracht gegeven een plan voor de uitbreiding van Oldenzaal in Zuid-Berghuizen te maken. Op dat moment nog grondgebied van de gemeente Losser. Reeds voor de feitelijke annexatie was het ontwerp voor inrichting van het gebied grotendeels voorbereid.
Met de wet van 30 maart 1955 wordt de gehele buurtschap Berghuizen, 12,67 km² groot , per 1 juli 1955 onderdeel van de gemeente Oldenzaal. Snel daarna werd begonnen met de aanleg van de wijk Zuid-Berghuizen. Hierbij werd gebruikgemaakt van de bestaande doorgaande infrastructuur. Ook werden verschillende bouwwerken in de nieuwe wijk ingepast. De boerderij van Stakenboer is daar een voorbeeld van.
Het noordelijk deel van Berghuizen zou de eerste jaren onder Oldenzaals bestuur ongeschonden doorkomen. Vanaf midden jaren 60 verdwijnt Noord-Berghuizen langzamerhand onder de Oldenzaalse woonwijken aan de noordwestzijde van de stad. In de jaren 60 verrijst op de voormalige essen De Thij, De Zandhorst en De Maten de wijk De Thij. In de jaren 70 en 80 gevolgd door de wijk De Essen, aangelegd op de Hooge Esch. Vanaf de jaren 90 wordt in het tussenliggende gedeelte, voorheen de Bentheimergraven Esch de wijk Graven Es aangelegd.